# Анна Амалія Нассау-Вайльбурзька
Анна Амалія Нассау-Вайльбурзька (нім. Anna Amalia von Nassau-Weilburg; 12 жовтня 1560 — 6 січня 1634) — представниця німецької знаті XVI—XVII століття з дому Нассау, донька графа Альбрехта Нассау-Вайльбург-Отвайлер та графині Анни Нассау-Ділленбурзької, дружина графа Отто цу Сольмс-Зонненвальде-Пух. Небога штатгальтера Нідерландів Вільгельма I Мовчазного.

## Біографія
Анна Амалія народилась 12 жовтня 1560 року у Вайльбурзі. Вона стала первістком в родині графа Альбрехта Нассау-Вайльбург-Отвайлер та графині Анни Нассау-Ділленбурзької, з'явившись на світ на другий рік після їхнього весілля. Згодом родина поповнилася тринадцятьма молодшими дітьми, двоє з яких народилися вже після від'їзду Анни Амалії до чоловіка.
У 20-річному віці вона взяла шлюб із 31-річним графом Отто Сольмс-Зонненвальде-Пух, молодшим братом графа Йоганна Георга I Сольмс-Лаубаха. Весілля відбулося 9 вересня 1581 в Оттвайлері. У подружжя народилося восьмеро дітей.
Отто помер у січні 1612 року. Анна Амалія пережила його майже на чверть століття і пішла з життя у Страсбурі взимку 1634 року.

## Родина
Чоловік — Отто Сольмс-Зонненвальде-Пух
Діти:
- Анна (пом. молодою);
- Агнеса (? —1587);
- Анна Марія (1585—1634) — дружина першого графа Гогенлое-Лангенбургу Філіпа Ернста, мала одинадцятеро дітей;
- Доротея (1586—1625) — дружина пфальцграфа Георга Вільгельма Цвайбрюкен-Біркенфельдського, мала шестеро дітей;
- Отто (1587—?);
- Анна Отілія (1590—1612) — одружена не була, дітей не мала;
- Фрідріх Альбрехт (1592—1615) — граф цу Сольмс-Зонненвальде, одруженим не був, дітей не мав;
- Філіп Отто (16—18 квітня 1597) — прожив 2 дні.